# Cantó de Casteths
El cantó de Casteths és un cantó francès del departament de les Landes, situat al districte de Dacs. Té 10 municipis i el cap és Casteths.

## Municipis
- Casteths
- Lon
- Lo Binhac
- Linça
- Lit e Micse
- Sent Julian de Bòrn
- Sent Miquèu e Escalús
- Talèr
- Husar
- Viela e Sent Gironç

## Història
| Data d'elecció                           | Identitat     | Partit           | Qualitat |
| ---------------------------------------- | ------------- | ---------------- | -------- |
| 1979-2004                                | Bertrand Puyo | UDF, després UMP |          |
| 2004-                                    | Gérard Subsol | PS               |          |
| les dades anteriors no són pas conegudes |               |                  |          |
|                                          |               |                  |          |

## Demografia
| 1962  | 1968  | 1975  | 1982  | 1990  | 1999  | 2006  |
| ----- | ----- | ----- | ----- | ----- | ----- | ----- |
| 8.127 | 8.471 | 8.356 | 8.204 | 8.652 | 9.258 | 9.860 |